# 박정근 (사진작가)
박정근(1988년 3월 18일~)은 대한민국의 사진작가이자 음악인, 사회활동가이다.
2012년에 조선민주주의인민공화국의 선전용 SNS를 리트윗 및 풍자했다는 이유로 국가보안법으로 구속 재판이 되었으나, 무죄로 풀려났다. 서울특별시에서 조광사진관과 인디 음반사인 비싼트로피를 운영하고 있다.

## 생애
고등학교 시절 인터넷을 통해 언더그라운드 음악가들을 알게 되어 ‘야매 음반’을 제작하는 매니저 역할을 했으며, 권용만(뒷날 밤섬해적단) 등과 함께 가내수공업 레이블 비싼트로피를 만들어 지금까지 그 대표로 활동하고 있다. 그 뒤 대학교를 중퇴하고 아버지의 사진관을 물려받아 운영했다.
2012년 1월, 박정근은 자신의 트위터에서 북한 계정 우리민족끼리 트윗을 리트윗했다는 이유로 구속되었다. 트위터에서 게시물을 리트윗한 행위로 의해 구속된 것은 세계 최초이다. 하지만 박정근 측은 반(反)조선노동당을 내세우는 사회당 당원이며 북한 정권을 단지 조롱, 풍자하기 위한 장난으로 북한 계정을 리트윗한 것이라고 주장했다. 이 근거로 박정근은 자신의 트위터에 "김정일 국방위원장 사망에 조의를 표하며 조문 대신에 조선민주주의인민공화국에 우라늄과 플루토늄을 조의의 뜻으로 보내겠습니다.", "김정일 가슴 만지고 싶다", "김정일을 퇴치하자, 병균 퇴치, 암 퇴치." 등의 북한 정권에 대한 조롱조의 글을 올린 바 있다. "김정일 주검이랑 님들 주검이랑 차이점은 님들은 죽을 때도 저렇게 관리를 못 받고 죽는다는 거죠.", "시신을 방부 처리하는 거야말로 제일 바보 같은 짓 같아. 주검은 주검일 뿐이다. 우상화와 희화화는 비례 관계인데." 등의 북한 정권에 대한 부정적인 생각을 담은 트윗을 올리기도 하였다.
그는 조사를 받는 동안 사진관을 열지 못해 수입이 뚝 떨어졌고, 압수수색을 받은 이후 자기 방에서 잠을 잘 수가 없어 신경정신과 약물치료를 받기도 했다고 밝혔다.
그에 대한 지지로 '박정근을 격하게 포옹하는 사람들의 모임'(약칭 박격포)가 결성되었다. 레디앙 기자 고영철 주도로 홍대 두리반에서 박정근 보석금을 보태기 위해 바자회 '농담도 못하는 바자회'가 열리기도 했다.
국회의원 임수경 등 트위터 사용자들은 박정근에 대한 지지와 대한민국 국가보안법에 대한 조롱 의미로 '우리민족끼리'의 이명박 정부를 비난하는 글을 주로 리트윗 하고 "일부러 국가보안법을 위반한다"는 글을 덧붙였다. 국가보안법 폐지를 요구하는 일종의 불복종운동 성격의 퍼포먼스였다는 평이 있다.
박정근은 (사)인디포럼 작가회의에 의해 독립영화 정신을 가장 밀도 높게 구현한 인물에게 수여되는 올해의 얼굴상을 수상하기도 했다. (사)인디포럼 작가회의는 지난 세월 표현의 자유에 대해 그 누구보다 민감하게 반응하며 싸워왔던 독립영화가 박정근 사건에 연대와 관심을 가지는 것은 당연한 일이며 한국의 표현의 자유가 심각하게 훼손됐다는 것을 다 함께 상기하는 시간이 되기를 바란다고 전했다. 이에 박정근은 솔직히 말하면 저에게 상을 줘야 하는 게 아니라 경찰들에게 상을 줘야 하는 것이 아닌가 하는 생각이 든다며 어떤 이유든 표현의 자유를 탄압받는 분들과 이 상을 함께 하고 싶다고 소감을 밝혔다.
미국의 공영방송 NPR은 'All Things Considered'라는 뉴스프로그램을 통해 박정근 구속수사 문제와 관련해 이명박 정부의 탄압이 한국식 새 매카시즘의 공포를 불러일으키고 있다고 방송했다.
2012년 6월 프랑스의 유명 일간지 리베라시옹은 박정근 사건을 중심으로 대한민국 국가보안법 문제에 대해 조명했다. 두 면에 걸친 기획기사에서 리베라시옹은 박정근이 해학적인 의미로 친북 메시지를 트위터에 올렸음에도 이를 농담이었음을 입증하지 못하면 최대 6년 형을 선고받을 수 있다고 지적했다. 한국 정부가 국가보안법을 좌익인사와 노동운동가, 통일운동가, 방북 인사를 공격하는데 이용하고 있다는 독립 연구기관 한국정책연구소 크리스틴 안 연구원의 말을 인용해 대한민국 국가보안법이 진보 좌파 공격에 이용되고 있다고 주장하기도 했다.
박정근은 1심에서 유죄, 2심에서 무죄를 선고받았으며, 2014년 8월 28일 상고가 기각되어 무죄가 최종 확정되었다.
2015년 현재 충무로에서 조광사진관을 운영하고 있다.

## 같이 보기
- 트위터
- 인터넷 검열
- 표현의 자유
- 사회당
- 김정일
- 조선민주주의인민공화국